# Samlidae
Samlidae Korshunova, Martynov, Bakken, Evertsen, Fletcher, Mudianta, Saito, Lundin, Schrödl & Picton, 2017 è una famiglia di molluschi nudibranchi della superfamiglia Fionoidea.

## Descrizione
Sono nudibranchi dal corpo sottile, con cerata disposti in clusters discontinui, su elevazioni del mantello, e rinofori perfoliati. La radula è tridentata.

## Tassonomia
La famiglia comprende due generi:
- Luisella Korshunova et al., 2017 (1 specie)
- Samla Bergh, 1900 (7 spp.)

## Distribuzione e habitat
Luisella babai, unica specie nota del genere Luisella, è diffusa nel mar Mediterraneo e nelle acque costiere dell'Atlantico orientale, dal Portogallo al Senegal, mentre il genere Samla è diffuso nelle acque tropicali e subtropicali dell'Indo-Pacifico.